# Därstetten
Därstetten ist eine politische Gemeinde im Verwaltungskreis Frutigen-Niedersimmental des Kantons Bern in der Schweiz.
Neben der Einwohnergemeinde existieren unter diesem Namen auch eine Bürgergemeinde und eine evangelisch-reformierte Kirchgemeinde.

## Geographie
Därstetten liegt im Berner Oberland in den Alpen südlich des Gantrisch (2176 m ü. M.). Auch das Stockhorn (2190 m ü. M.) befindet sich an der östlichen Gemeindegrenze. Die Simme fliesst durch das Dorf. Die Nachbargemeinden von Norden beginnend im Uhrzeigersinn sind Pohlern, Oberstocken, Erlenbach im Simmental, Diemtigen, Oberwil im Simmental, Rüschegg, Rüeggisberg und Blumenstein.

## Politik
Gemeinderatspräsident und Gemeindepräsident der Einwohnergemeinde ist Daniel Kunz (SVP, Stand 2024).
Bei den Nationalratswahlen 2023 betrugen die Wähleranteile in Därstetten (in Klammern die Veränderung im Vergleich zu den Wahlen 2019 in Prozentpunkten): SVP 65,46 % (−2,47), EDU 9,77 % (+5,91), glp 5,41 % (+1,46), Mitte 5,29 % (−0,37), SP 3,86 % (−1,36), Grüne 2,86 % (−0,56), FDP 2,67 % (−1,27), EVP 1,18 % (+0,34), SD 0,60 % (+0,59).

## Geschichte
Därstetten wird 1228 als Tarenchat erstmals historisch erwähnt. Über Terstetten (1437) – tärnstetten (1470) wandelt sich der Name ins heutige Därstetten. Zur Reinigung des Abwassers wurde die Gemeinde an die ARA Thunersee in der Uetendorfer Allmend angeschlossen.

## Persönlichkeiten
- Johannes Joneli (1803–1870), Lehrer und Direktor der Neuen Mädchenschule in Bern

## Sehenswürdigkeiten

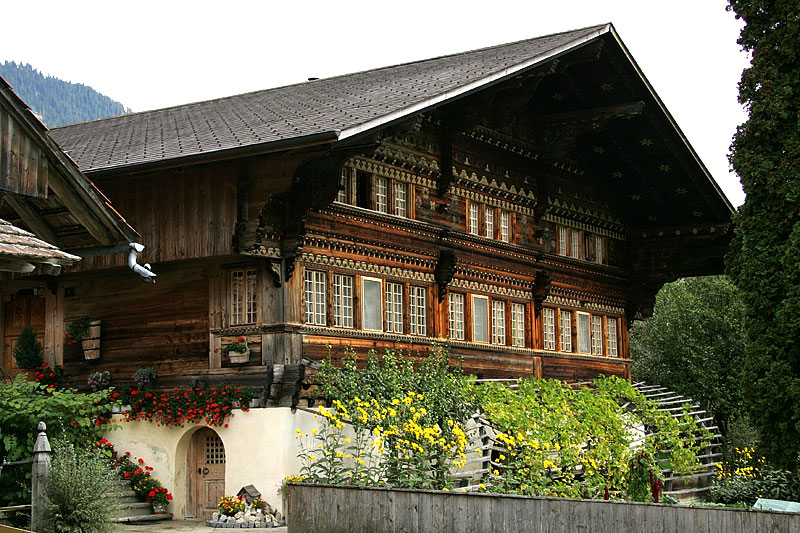
Das Knutti-Haus in Därstetten

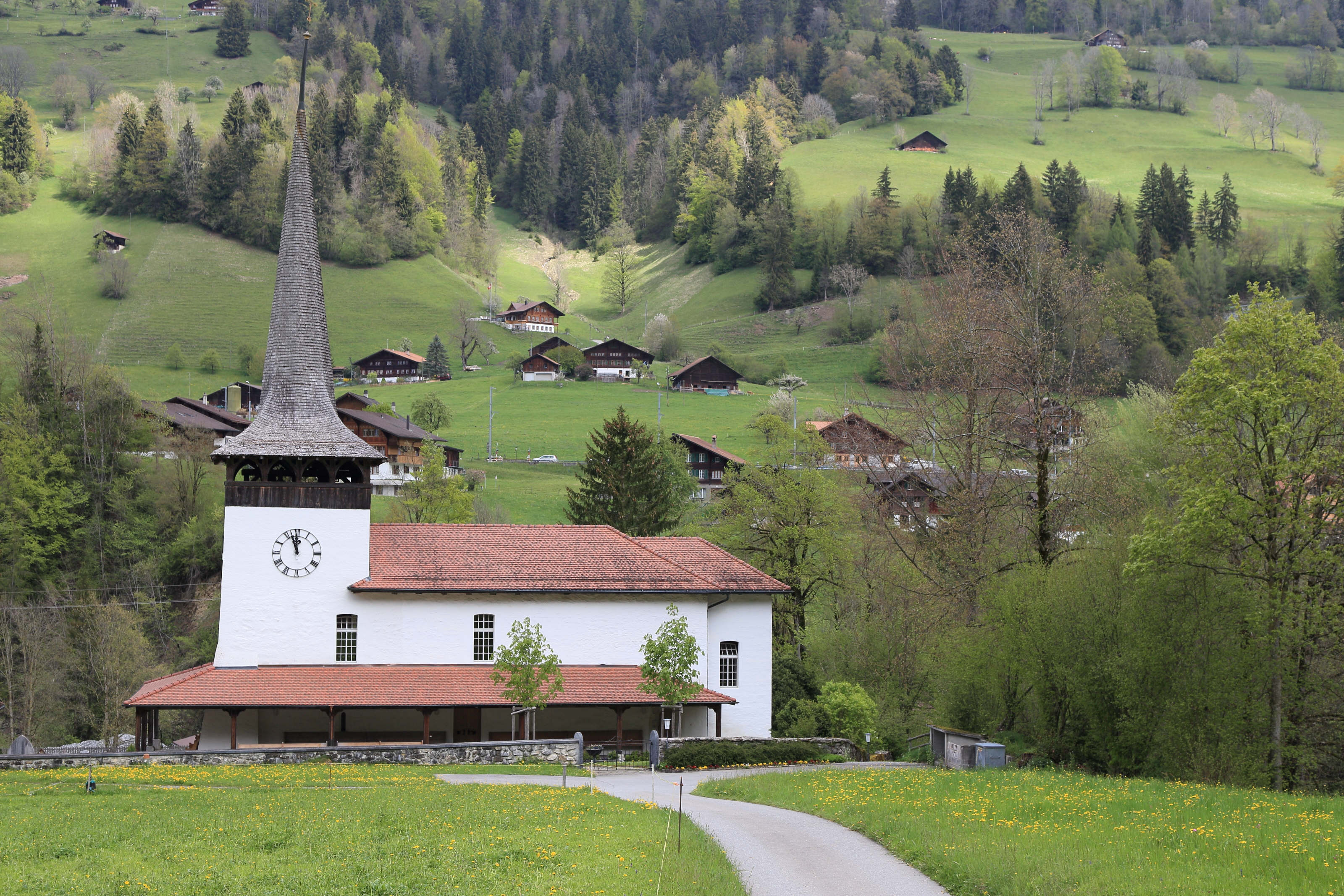
Reformierte Kirche

- Die romanische evangelische Kirche war im 13. Jahrhundert Klosterkirche eines Augustiner-Chorherrenstifts. Aus der Bauzeit sind noch wenige Wandmalereien erhalten. Spätere Umbauten versuchten, die Kirche an das Aussehen durchschnittlicher Berner Landkirchen anzupassen. So stammt der Turm aus dem Jahr 1926[8].

Siehe auch: Kloster Därstetten